# Азиз Несин
Азиз Несин (понякога Азис Несин, на турски: Aziz Nesin) е турски писател-сатирик и общественик-социалист и радетел на дружбата между Турция и Съветския съюз. Рожденото му име е Мехмет Нусрет (Mehmet Nusret).
Редактор е на множество сатирични вестници със социалистически уклон, сред които и „Марко Паша“, в сътрудничество с Али Сабахатин. За политическите възгледи е лежал няколко пъти в затвор и намирал убежище в СССР.
Сред мишените на сатиричните му разкази и романи са бюрокрацията, икономическото неравенство. В творбите си съчетава универсалните истини с тънко местно чувство за хумор.
Несин е носител на множество литературни награди в Турция, СССР, Италия и България. Произведенията му са превеждани на повече от 30 езика.
През 1972 г. основава фондацията „Несин“, като ѝ отстъпва авторските права върху произведенията си (книги, пиеси, сценарии за филми), разпространявани или представяни в Турция и по света. Каузата на фондацията му е всяка година да взема под попечителство по 4 бедни деца, като им осигурява подслон и образование докато не се сдобият с професия.
През 1985 година критикува провеждания в България „Възродителен процес“, определяйки го като „нямащ нищо общо със социализма“.

## Издадени произведения на български
- „Един луд избяга“, Изд. „Христо Г. Данов“, Пловдив, 1963
- „Какви сме магарета“, Изд. „Народна младеж“, София, 1967
- „Зюбюк“, Изд. „Народна култура“, София, 1967
- „Кралят на футбола“, Изд. „Медицина и физкултура“, София, 1976
- „Познаваме се отнякъде“, Изд. „Отечествен фронт“, София, 1978
- „Живее ли Яшар?“, Изд. „Народна култура“, София, 1979
- „Единственият път“, Изд. „Христо Г. Данов“, Пловдив, 1984